# Христо Паков
Христо Костакиев Паков (Христофор Константинов Паков) е български офицер (генерал-майор).

## Биография
Христо Паков е роден на 15 август 1859 г. в Плевен. На 10 май 1879 г. завършва в първия випуск на военното училище в София и е произведен в чин подпоручик. На 30 август 1882 г. е произведен в чин поручик. През пролетта на 1885 г. назрява конфликт между руските и българските офицери във връзка с производството на последните в по-горен чин и назначаването им за командири на други по-висши длъжности. По отношение на проблема Паков заема най-остра позиция и след разследването на предизвикания от него скандал на 11 август 1885 г. той подава оставка (преминава в запаса). На 11 септември е зачислен в 6-и пехотен търновски полк и е произведен в чин капитан. На 15 септември 1885 г. е назначен за командир на 4-та дружина от 6-и пехотен търновски полк.

### Сръбско-българска война (1885)
През Сръбско-българската война (1885) с дружината си участва в овладяването на Драгоманския проход на 10 ноември и височината Остра чука. Начело е на нощната атака проведена на 10 срещу 11 ноември при с. Драгоил, като дружината му успява да плени 80 офицери и войници. За участието си във войната е награден с орден „За храброст“ IV степен.
Участва в преврата на 9 август 1886 г. и по-късно е уволнен от армията. От 5 септември 1886 г. до 14 април 1887 г. е в запас. Емигрира първоначално в Румъния, а после в Русия и служи в руската армия. През 1890 г. завършва Александровската юридическа военна академия в Русия. Връща се през 1898 г. и командва последователно 9-и пехотен Пловдивски полк и 19-и пехотен Шуменски полк.
Служи в 11-и пехотен сливенски полк, 8-а пехотна дружина и 7-и пехотен полк.
През 1936 г. е произведен в чин генерал-майор.
Генррал-майор Хорсто Паков умира на 8 февруари 1941 г. и е погребан в Централните софийски гробища.

## Военни звания
- Прапоршчик (10 май 1879)
- Подпоручик (1 ноември 1879, преименуван)
- Поручик (30 август 1882)
- Капитан (30 август 1885)
- Майор
- Подполковник (18 май 1893)
- Полковник
- Генерал-майор (1936)

## Награди
- Орден „За храброст“ III степен и IV степен